# Einkaufszentrum Murpark
Das Einkaufszentrum Murpark (Eigenschreibweise: "MURPARK") ist ein Einkaufszentrum im Osten von Graz am A2-Autobahnzubringer Graz Ost und an der Grenze der Bezirke St. Peter, Jakomini und Liebenau. Das Einkaufszentrum mit 43.100 m² Verkaufsfläche gehört zur Spar Österreich-Gruppe und wurde 2007 eröffnet.

## Einkaufszentrum
Noch in der Planungsphase wurde das Einkaufszentrum 2005 mit dem MAPIC Retail Future Project Award ausgezeichnet. Der am 21. März 2007 eröffnete Murpark bietet Platz für Shops und Gastronomiebetriebe auf einer Gesamtverkaufsfläche von rund 43.100 m². Das Einkaufszentrum ist für rund 95 Geschäfte und Lokale konzipiert. Die größte Verkaufsfläche im Einkaufszentrum hat der Verbrauchermarkt Interspar, dem im Oktober 2007 vom Österreichischen Wirtschaftsverlag der „Goldene Merkur“ verliehen wurde, ein jährlich an 16 österreichische Einzelhändler vergebener Preis. Weitere Ankermieter sind der Sportartikelhändler Hervis, Kastner & Öhler, Müller, TK Maxx sowie MediaMarkt. Betrieben wird das Einkaufszentrum von SES Spar European Shopping Centers, die zur Spar Österreich-Gruppe gehört. 2013 erhielt der Murpark im Rahmen der ICSC European Shopping Center Awards die Commendation Establishe Centers und 2008, 2009, 2010, 2012 und 2014 die Auszeichnung Fahrradfreundlichstes Einkaufszentrum im Raum Graz und Graz Umgebung.
2018 wurde das Einkaufszentrum auf 43.100 m² verpachtbare Fläche erweitert.

## Architektur
Der von ATP Architekten und Ingenieure entwickelte Neubau des Einkaufszentrums Murpark ist die erstmalige Umsetzung eines offenen, nicht-klimatisierten Einkaufszentrumskonzeptes in Österreich. Das zweigeschössige, offene Einkaufszentrum in Konzeption einer überdachten Einkaufsstraße verbindet Geschäfte, Parkdecks und den Interspar-Hypermarkt. Letzter, ein Bestandsumbau, ist als eigenständiger Baukörper identifizierbar. Die zu Lichttürmen verlängerten Lichtschächte unterteilen die 350 Meter lange transparente Glasfront. 2008 erfolgte basierend auf der Planung von ATW Architektur Technik und Wirtschaft die Klimatisierung und in Folge auch der thermische Zusammenschluss der Gebäudeteile im Obergeschoß.

## Verkehrsanbindung

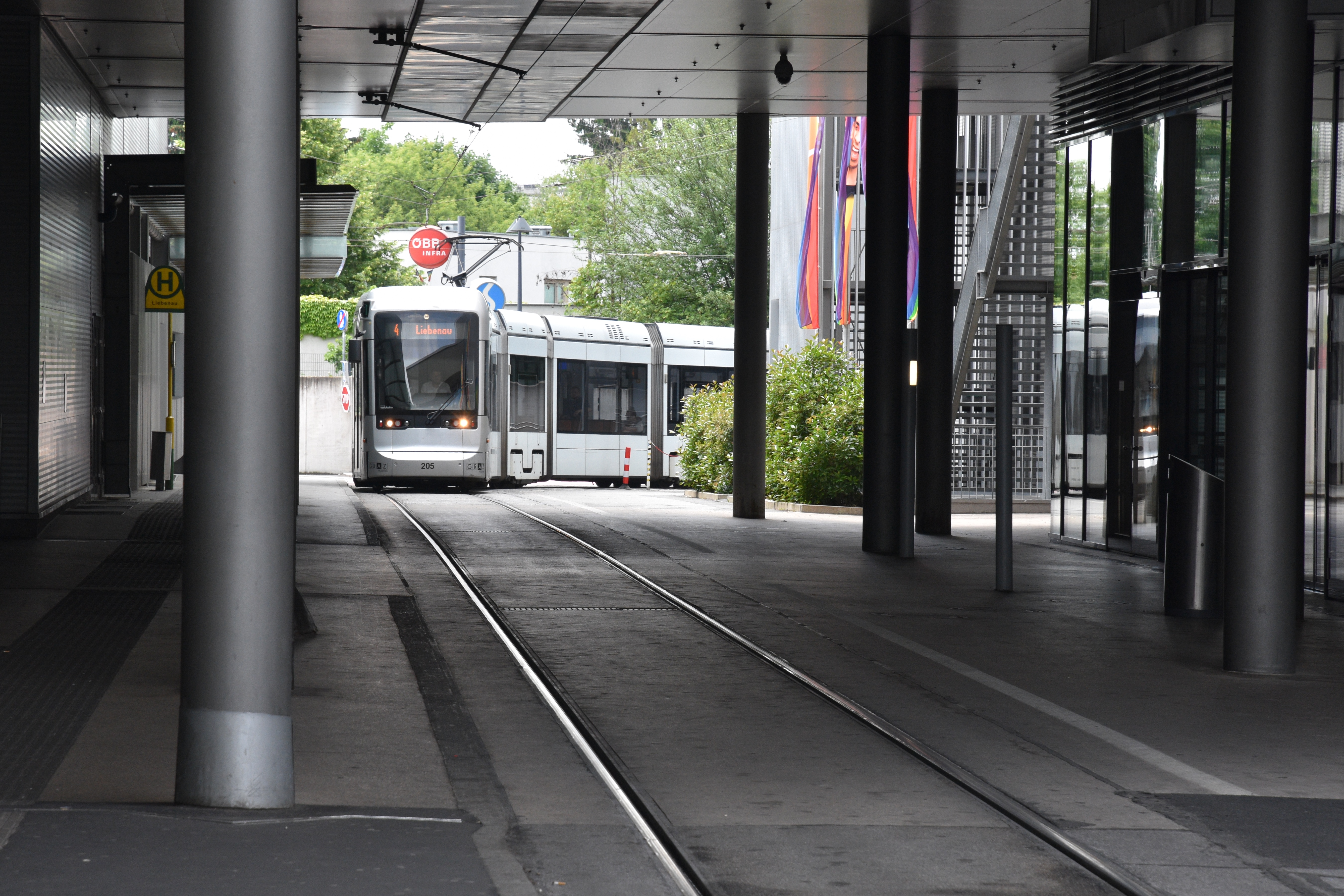
Graz Linien – Murpark

Die Projektentwicklung der Verkehrsanbindung und des Verkehrsausbaus erfolgte als Public Private Partnership des Bauherren und der Stadt Graz. So wurde die Grazer Straßenbahnlinie 4 zum Murpark verlängert, die Buslinien 64, 64E, 72, 74, 75, N4 (Nachtbus) sowie die RegioBus-Linien X44, 500, 501, 515, 521 halten am Einkaufszentrum. Der Murpark liegt direkt am Autobahnzubringer A2Z Graz Ost.
Das angrenzende um 4,7 Millionen Euro errichtete Park+Ride-Parkhaus soll Einpendler nach Graz an der Peripherie den Umstieg auf die öffentlichen Verkehrsmittel ermöglichen. Als Nahverkehrsdrehscheibe ist der Murpark auch die P+R-Umstiegsstelle für die Besucher der Merkur Arena, des Kunsteisstadions Liebenau, der Grazer Messe und der Grazer Stadthalle. Ende 2009 war das P+R-Parkhaus zu 53 % ausgelastet. Bei den Planungen wurde von 95 % Auslastung ausgegangen. 2013 wurde die S-Bahn-Haltestelle an der Ostbahn direkt neben dem Murpark in Betrieb genommen.